# Biomateria
La Biomateria es uno de los elementos de los Zerg en el videojuego StarCraft y Starcraft II.

## Producción
Se produce por el Criadero y la Colonia de biomateria(esta última expande la biomateria pero aun así se tiene que construir sobre Biomateria).

## Utilidad
Los edificios zerg se construyen sobre la Biomateria.
Todos los edificios se tienen que construir sobre la Bomateria excepto el Criadero y el Extractor.

## Ventajas
Ninguna de las otras dos razas(protoss y terran) pueden construir sobre la biomateria, tienen que destruir los edificios que la producen y esperar a que desaparezca.

## Ventajas enStarCraft II
- Todas las unidades zerg(excepto los zánganos y las unidades voladoras) tienen 30% más de velocidad sobre la Biomateria.
- La Biomateria se expande 3 veces más rápido. - La Colonia de biomateria se remplaza por los Tumores de biomateria(mucho más pequeños y están hundidos lo que significa que para verlos se necesita detección).
- Los superamos tienen la habilidad de poder crear biomateria en un determinado perímetro momentáneamente.[1]